# PGS Gaming
PGS Gaming — польская мультигейминговая киберспортивная организация, основанная в 2004 году. В частности, благодаря большим успехам бывшего Counter-Strike: PGS команде удалось утвердить себя в качестве одной из ведущих команд Польши.
Название PGS изначально происходит от названия спонсорской компании. В настоящее время, в сочетании с Wilda D-Link, названием является D-Link PGS.
Сегодня PGS Gaming имеет подразделения в Warcraft III, DotA, Quake, Call Of Duty 4, FIFA и Need for Speed. Во главе организации Филипп «ryan» Каспрович (Philipp Kasprowicz) и Марцин «Darky» Сечковский (пол. Marcin Sieczkowski). PGS являлась членом G7 Teams.

## История
8 апреля 2004 года две крупнейшие конкурентные киберспортивные организации Польши Aristocracy и SpecSter объединились. Выбрав Pentagram Company в качестве главного спонсора, новым названием киберспортивной организации стало Pentagram.
Первых крупных успехов добилось подразделение Counter-Strike, в начале 2005 года они выиграли ClanBase EuroCup X и Samsung Euro Championship 2005. В том же году PGS участвовали в ESWC.
В 2006 году, организация была переименована в PGS Gaming, и под этим тегом приняла участине на World Cyber Games. Тогда организация впервые заявила о себе на международной арене. PGS Gaming завоевали премию 2007 года eSports Award как команда года, а игрок Филип «Neo» Кубский (пол. Filip Kubski) удостаивался звания (Player of the Year и Counter-Strike Player of the Year)
В конце 2007 года, PGS Gaming уже не показывают хороших результатов. Создается новый состав по Counter-Strike. Однако подразделение Warcraft III показывает хорошие результаты и радует инвесторов.
Под знамёнами MYM: В середине декабря 2007 стало известно, что игроки КС подразделения переходят в MYM. Так как игроки представляли Польшу на ESWC 2008, то новый состав MYM заменил PGS на чемпионате, а впоследствии одержал победу.

Leaving PGS was a really difficult decision for us, as we’ve been part of the team since the beginning. But the time has come and our ambitions have risen. That’s why we’ve decided to join one of the best gaming organizations in the world — MYM. Hopefully now, with right the support of our new friends, we will achieve even more! Also, we would like to thank the PGS guys for their support throughout all these years. These times were our best. We wish them best of luck in the future— hltv.org Filip «Neo» Kubski
В июле 2008 года, вскоре после презентации D-Link в качестве нового главного спонсора, контракты не были продлены. Только игроки Warcraft III продлили свои контракты.
С тех пор, PGS представлены только на национальном рынке, где в течение многих лет они в числе лидеров.
В начале 2009 года было анонсировано о восстановлении CS подразделения и представлены его игроки.
В октябре 2009 года  Лукаш «drive» Снопкевич (пол. Łukasz Snopkiewicz) и  Ярослав «pasha» Яжомбковский (пол. Jarosław Jarząbkowski) перешли в Frag eXecutors.

## Составы дивизионов
| Подразделение расформировано в июле 2010 года. Бывшие игроки Counter-Strike 1.6 male - Grzegorz «szpero» Dziamałek (с 2009 года) Состав на июль 2010 года: - Łukasz «drive» Snopkiewicz - Daniel «myth» Bukalski - Adam «ruloN» Wiśniewski - Patryk «sonamed» Zamulski - Łukasz «LUq» Wnek Состав на май 2009 года: - Адам «ruloN» Вишневский - Ярослав «pasha» Яжомбковский - Дамиан «pheon1x» Бониславский - Даниэль «myth» Букальский - Лукаш «drive» Снопкевич Состав на январь 2009 года: - Grzegorz «brd» Ścieński - Sebastian «BS7» Furman - Adam «destru» Gil - Jacek «Milt» Raszka - Peter «angel_» Malkowski Состав на август 2008 (финал ESCW) - Филип «Neo» Кубский - Виктор «TaZ» Войтас - Мариуш «Loord» Цибульский - Якуб «kuben» Гурчиньский - Лукаш «Luq» Вненк | Подразделение расформировано. Бывшие игроки Warcraft - Merlin «Thurisaz» Müller - Piotr «sLh» Michalski Бывшие игроки Need for Speed - Krzysztof «Chris» Sojka Подразделение расформировано. Бывшие игроки FIFA |

## Достижения

### Counter-Strike 1.6 male
| Место | Турнир                                           | Место проведения | Дата проведения           | Призовые      |
| ----- | ------------------------------------------------ | ---------------- | ------------------------- | ------------- |
|       | Warsaw Games Show 2004                           | Варшава          | 2004                      | $             |
|       | Poznan Game Arena I 2004                         | Познань          | 2004                      | $             |
|       | World Cyber Games Poland 2004                    | Познань          | 2004                      | $             |
|       | Clanbase CS Challenge 2004                       | Флаг ЕС          | 2004                      | $             |
| 1     | Invex Euro Cyber Cup 2004                        | Прага            | 13 — 15 октября 2004 года | 10 000 $      |
|       | Lehnitz-Lan Berlin 2004                          | Берлин           | 2004                      | $             |
|       | Lan4Fun XI 2005                                  | —                | 2005                      | $             |
|       | Poznan Game Arena II 2005                        | Познань          | 2005                      | $             |
|       | Heyah Cybersport League 2005                     | Флаг Польши      | 2005                      | $             |
|       | Acon5 Poland                                     | Флаг Польши      | 2005                      | $             |
|       | World Cyber Games Poland 2005                    | Флаг Польши      | 2005                      | $             |
|       | ClanBase Eurocup X 2005                          | Флаг ЕС          | 2005                      | $             |
|       | Invex Euro Cyber Cup 2005                        | Флаг Чехии       | 2005                      | $             |
|       | Samsung European Championship 2005               | Флаг Германии    | 2005                      | 15 000 $      |
|       | Electronic Sports World Cup Poland 2006          | Флаг Польши      | 2006                      | $             |
|       | World Cyber Games Poland 2006                    | Флаг Польши      | 8 — 9 сентября 2006 года  | $             |
|       | Heyah Logitech Cybersport 2006                   | Варшава          | 25 сентября 2006 года     | $             |
|       | Poznan Game Arena 2006                           | Познань          | 2006                      | $             |
|       | WSVG.uk                                          | Лондон           | 6 — 8 октября 2006 года   | 12 500 $      |
|       | CPL Winter 2006                                  | Даллас           | 17 — 20 декабря 2006 года | 14 000 $      |
|       | Kode5 Germany 2006                               | Берлин           | 14 — 16 июля 2006 года    | $             |
|       | Samsung European Championship 2006               | Ганновер         | 13 — 17 марта 2006 года   | $             |
|       | World Cyber Games 2006                           | Монца            | 18 — 22 октября 2006 года | 60 000 $      |
|       | Electronic Sports World Cup Poland 2007          | Познань          | 30 апреля 2007 года       | квота в финал |
|       | World Cyber Games Poland 2007                    | Флаг Польши      | 7 сентября 2007 года      | квота в финал |
|       | SHG Open 2007                                    | Копенгаген       | 10 — 12 февраля 2007 года | 10 000 €      |
|       | Samsung Euro Championship 2007                   | Ганновер         | 13 — 15 марта 2007 года   | 6000 €        |
|       | ESL Extreme Masters 2007                         | Ганновер         | 15 — 18 марта 2007 года   | 40 000 €      |
|       | Electronic Sports World Cup 2007                 | Париж            | 5 — 8 июля 2007 года      | 40 000 $      |
|       | Samsung Euro Championship 2008                   | Ганновер         | 2 — 3 сентября 2008 года  | 7500 €        |
|       | Electronic Sports World Cup 2008 (в составе MYM) | Сан-Хосе         | 25 — 27 августа 2008 года | 40 000 $      |

### Warcraft III
- — LCW Sezon 4 2005
- — ClanBase Warcraft III Clan OpenCup Spring 2005
- — ClanBase Warcraft III OpenCup Fall 2004

### FIFA
- — Mistrzostwo Polski 2006
- — JP.Cup
- — IPS
- — ESL Clanwar SL
- — Wicemistrzostwo Polski 2007

### Личный зачет
| «Личный зачет» | «Игрок»  | Gold                                                                                 | Silver                                                                                     | Bronze                                                           | Другие                                                                       |
| Warcraft III   | Paladyn  | - Electronic Sports World Cup 2007 - World Cyber Games 2005 - Replays.pl Tour 1 2004 | - Clan Base Euro Cup 2007 - World Cyber Games 2004                                         | - World Cyber Games 2007                                         | - GameGune 2007 5th-8th                                                      |
| Warcraft III   | sLh      | - World Cyber Games 2007 - Magic Force 2005                                          |                                                                                            |                                                                  | - World Cyber Games 2007 5th-8th                                             |
| Warcraft III   | Thurisaz |                                                                                      |                                                                                            | - EPS Germany season X 2007                                      | - GameGune 2007 5th-8th                                                      |
| Warcraft III   | TeRRoR   | - ACON5 Poland Qualifier                                                             |                                                                                            |                                                                  |                                                                              |
| Warcraft III   | KrarwieC | - ACON4 Poland                                                                       |                                                                                            |                                                                  |                                                                              |
| Warcraft III   | MeS      | - World Cyber Games PL 2008                                                          |                                                                                            | - World Cyber Games PL 2005                                      |                                                                              |
| Warcraft III   | Zniczu   | - Replays.pl Tour 2                                                                  |                                                                                            | - ACON4 Polska                                                   |                                                                              |
| Warcraft III   | Arch     |                                                                                      |                                                                                            | - World Cyber Games PL 2004                                      | - World Cyber Games PL 2005                                                  |
| FIFA           | KarteK   | - ESWC Poland 2007 - World Cyber Games Polska 2006 - ESL FIFA WC 2006 Openingcup     | - PLF Mistrzostwa Polski 1on1 2006                                                         | - Fifa Opencup Premier League 2006 - Liga Mistrzów Fify 2006 PLF |                                                                              |
| FIFA           | Pio      | - Ekstraklasa 2007 - PLF Mistrzostwa Polski 1on1 2008 - WCG AMD All Stars            | - GtB.LanParty 2007 - Mistrzostwa Polski 2006 - World Cyber Games Polska 2006              | - Lan4fun 2007 - Mania Grania Kraków - World Cyber Games 2009    | - EuroCup XIV                                                                |
| FIFA           | m1       | - Mistrzostwa Polski 1on1 2007                                                       | - PGA 2007 @ CCL - ESWC 2008 - EXTRAKLASA 2008                                             | - World Cyber Games PL 2007 - EXTRAKLASA 2007                    |                                                                              |
| FIFA           | Courage  |                                                                                      | - Fifa Opencup SL 2006 - Mania Grania Warszawa 2006 - Heyah Cybersport.pl FIFA 08 Open Cup | - ESWC Poland 2007 - Heyah Cybersport.pl amator 2005             | - GtB.LanParty 2007 4th - Lan4fun 2007 4th - Mistrzostwa Polski 2006 5th-8th |
| FIFA           | Wojtas   |                                                                                      | - World Cyber Games PL 2007                                                                | - Mistrzostwa Polski 2007 - Poznan Game Arena 2006               |                                                                              |
| FIFA           | homer    | - World Cyber Games PL 2007                                                          |                                                                                            |                                                                  | - Mistrzostwa Polski 2007                                                    |
| Quake 3        | zik      |                                                                                      | - Poznan Game Arena 2006                                                                   |                                                                  | - CPL Nordic 2006 4th                                                        |
| Need for Speed | Chris    | - World Cyber Games PL 2007 - CyberCup 2007                                          |                                                                                            |                                                                  | - World Cyber Games 2007 4th                                                 |